# Aleosan
Aleosan è una municipalità di quarta classe delle Filippine, situata nella Provincia di Cotabato, nella Regione del Soccsksargen.
Aleosan è formata da 19 baranggay:
- Bagolibas
- Cawilihan
- Dualing
- Dunguan
- Katalicanan
- Lawili
- Lower Mingading
- Luanan
- Malapang
- New Leon
- New Panay
- Pagangan
- Palacat
- Pentil
- San Mateo
- Santa Cruz
- Tapodoc
- Tomado
- Upper Mingading